# Indicadores de calidad microbiológicos en alimentos
La calidad microbiológica del agua y de los alimentos, es medida habitualmente por los microorganismos que están presentes en ellos. Muchos organismos se pueden usar para medir la calidad de un alimento o del agua creciendo. La calidad microbiológica hace referencia a dos aspectos fundamentales: la calidad higiénico-sanitaria y la calidad comercial.

## Indicadores de calidad microbiológicos en alimentos

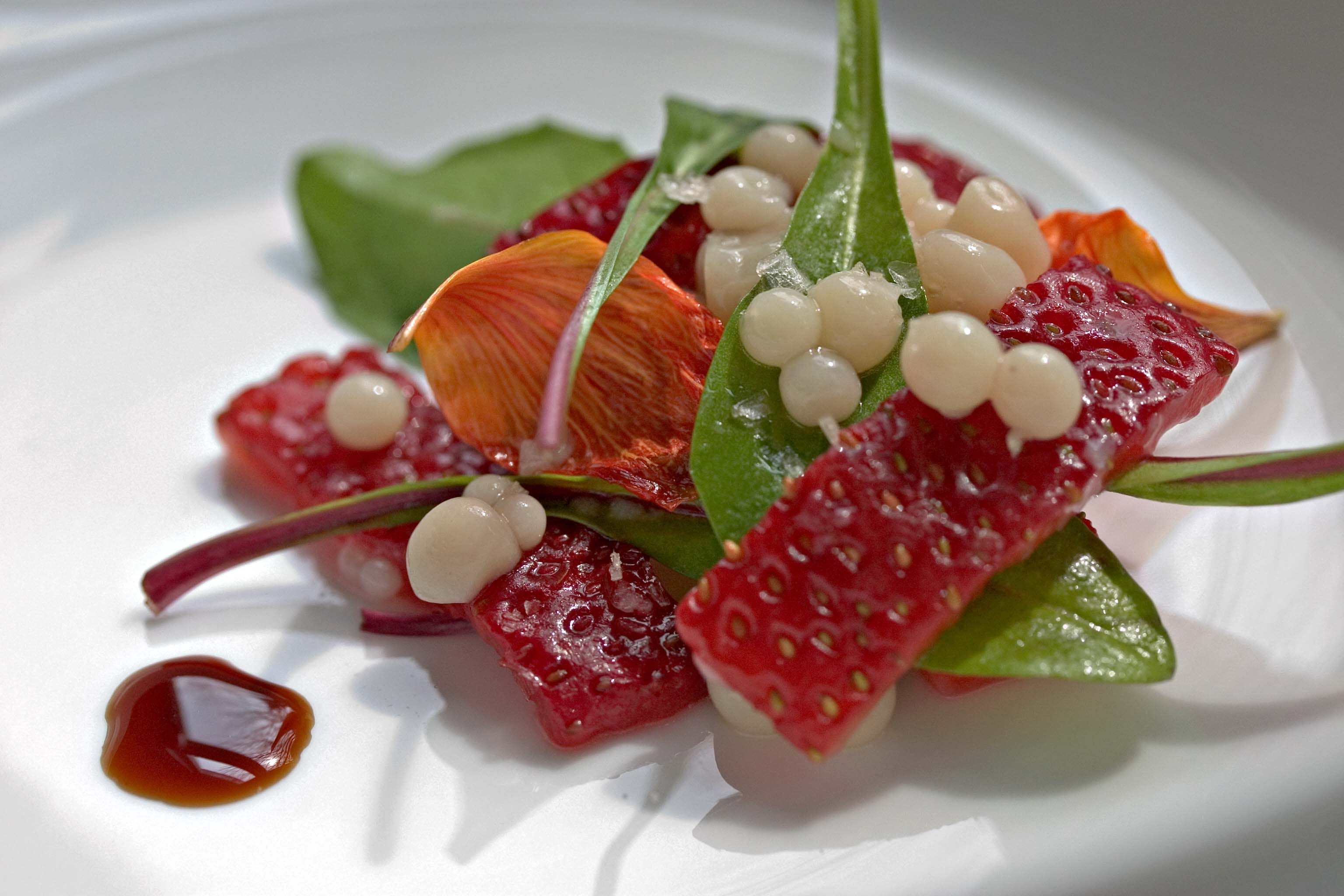

Los alimentos, al igual que el agua, no son, en general, productos estériles. En el caso del agua, sobre todo en el caso del agua potable, además de presentar una baja carga microbiana, determinadas especies microbianas deben estar ausentes. En el caso de los alimentos, la carga microbiana varía dependiendo del tipo de alimento. La calidad microbiológica del agua y de los productos alimentarios hace referencia a dos aspectos fundamentales: la calidad higiénico-sanitaria y la calidad comercial. 
La primera tiene una gran importancia debido a que su ausencia conlleva un considerable riesgo para la salud del consumidor, ya que tanto el agua como los alimentos pueden ser vehículos de microorganismos patógenos. Respecto a la segunda, cabe señalar que hay microorganismos que aunque carezcan de significado sanitario, pueden ser causa de la alteración del agua o alimento, modificando el color, aroma, sabor, consistencia o aspecto

## Indicadores
Indicadores de calidad en alimentos

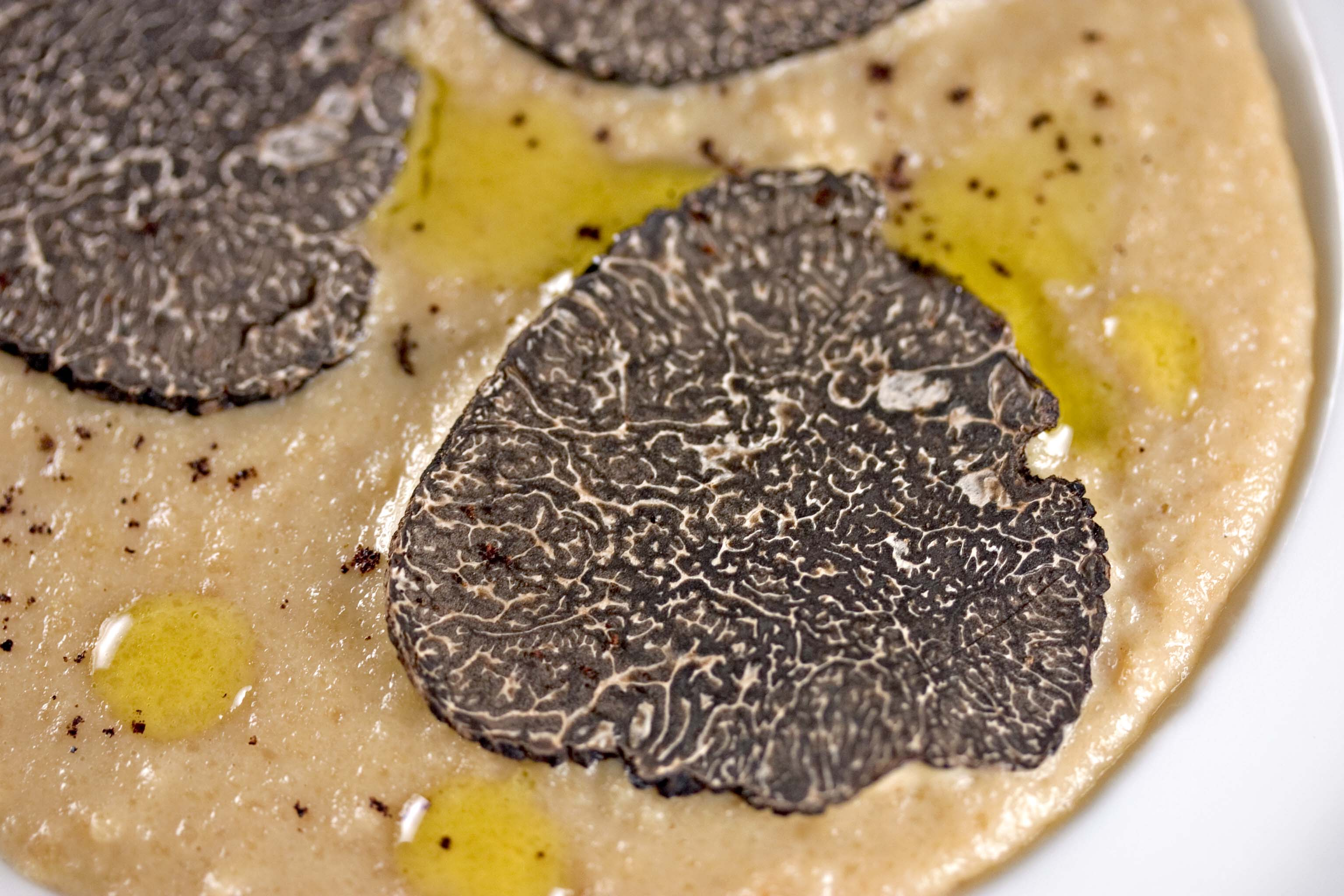

Muchos organismos se pueden usar para medir la calidad de un alimento. Los alimentos pueden tener unos organismos creciendo sobre ellos, cuya presencia puede indicar una menor calidad del alimento. Si proliferan perjudicarán la calidad del producto. Existen una serie de características que se han de cumplir para que pueda ser un indicador de calidad.
- Ha de estar presente y ser detectable en los alimentos que queramos valorar su calidad
- La multiplicación del organismo y su número deben estar en relación negativa directa a la calidad del alimento.
- La detección y el recuento del organismo han de ser sencillos, y a ser posible que la flora acompañante no interfiera en el proceso.
- El crecimiento del indicador no debe ser obstaculizado por el indicador.
- El tiempo de recuento ha de ser lo más corto posible.

Si se controla la presencia y el crecimiento de los organismos alargaremos la vida útil de los alimentos. Los indicadores de inocuidad han de seguir una serie de criterios.
- Fácilmente y rápidamente detectable
- Es esencial que se diferencia de la flora microbiana
- Ha de existir una relación entre el patógeno y el indicador
- Siempre que esté el patógeno, deberá estar el indicador
- Ha de haber relación entre el número del indicador y el número de patógenos
- Los requerimientos nutricionales y la velocidad de crecimiento del indicador han de ser similares al patógeno
- La tasa de muerte del indicador y el patógeno ha de ser similar, aunque es recomendable que el indicador persista más que el patógeno
- Todos los alimentos exentos del patógeno han de estar exentos del indicador, o este ha de estar en un número muy bajo.

Los primeros indicadores que se usaron fueron para las contaminaciones fecales, para evitar el cólera, estos indicadores tenían una serie de criterios.
- Debían vivir exclusivamente en el intestino
- Debía haber un número elevado de organismos en heces
- Debía haber una forma fácil de detección, fiable incluso en número bajos
- Debían tener una resistencia elevada en el ambiente extraintestinal.

Veremos a continuación algunos indicadores que se podrían usar

## Salmonela
la salmonela es un género bacteriano formado por bacilos Gram negativos, anaerobios facultativos, con flagelos perítricos que rodean al microorganismo y no desarrolla cápsula ni espora. Son bacterias móviles que producen sulfuro de hidrógeno. No fermentan ni lactosa ni sacarosa. 
Es un agente zoonótico de distribución universal. Puede transmitirse por contacto directo a través de fomites, pero la vía más frecuente contaminación cruzada durante la manipulación, en el procesamiento de alimentos, o por aguas contaminadas con aguas residuales.
Crece con facilidad en la sangre formando colonias de 2 a 3 milímetros. En laboratorios de microbiología clínica puede aislarse en heces con medios selectivos para inhibir el crecimiento de otras bacterias patógenas y de la flora intestinal. 
Existen únicamente tres especies de salmonela: la salmonella Typha, la cholera-suis, y la enteritidis; teniendo esta última una gran variedad de serotipos (hasta 1700).”

### Transmisión
“La infección se adquiere por la ingestión de alimentos o agua contaminados. Cualquier alimento se puede contaminar durante la preparación si las condiciones y los utensilios empleados en el proceso no son higiénicos.
Cualquier alimento cocinado de manera imperfecta o no cocinado es un buen vehículo de transmisión de salmonela, especialmente en:
- Carne
- Aves (pavo y pollos)
- Huevos (porque este sale por el mismo conducto de las heces y como la salmonela es una enobacteria se contamina el huevo, por eso es importante tener prácticas de higiene en la manipulación de estos)
- Leche

Su tiempo de supervivencia en alimentos a temperatura ambiente es de varios días llegando incluso a los límites siguientes:
- Mantequilla: hasta 10 semanas
- Leche: hasta 6 meses
- Chocolate: varios meses

El principal factor de riesgo para la salmonelosis son las condiciones higiénicas, ya que el modo de transmisión, como ya hemos dicho es fecal-oral. Por este motivo, estas infecciones son más frecuentes en países en vías de desarrollo, donde existe un menor control de la calidad y la preparación de los alimentos.”

## Campylobacter
El Campylobacter es un bacilo gram negativo, curvo, que se encuentra en el aparato digestivo de muchos animales domésticos y salvajes. La campilobacteriosis es una enfermedad infecciosa ocasionada por bacterias del género Campylobacter y se transmite al ser humano al comer o beber agua o alimentos contaminados, a menudo carne de aves crudas, productos agrícolas frescos o leche y productos lácteos sin pasteurizar. 
Presentan un flagelo no envainado único en uno o dos de sus extremos y se mueven característicamente en forma rápida y a modo de sacacorchos. Casi todas las especies son sensibles al oxígeno y sólo pueden desarrollar en condiciones de reducción de oxígeno, habitualmente en atmósfera microaerófila (5-10 % de oxígeno). Todas las especies son capaces de desarrollar a 37 °C, pero C.jejuni tiene una temperatura óptima de crecimiento de 42 °C, por lo que es práctica habitual en el laboratorio la incubación a esta temperatura con el fin de facilitar el aislamiento selectivo del principal patógeno humano del género. Su velocidad de desarrollo es más lenta que la de las bacterias de la flora normal entérica, por lo que para su aislamiento a partir de materias fecales se requieren medios de cultivo selectivos que inhiban esta flora.

### Transmisión
- Contacto directo con alimentos, especialmente el pollo, o agua contaminada, riachuelos de la montaña o ríos que están cerca de donde pacen los animales.

- Consumo reciente de alimentos mal preparados.
- Contacto interhumano, aunque menos común, la transmisión de persona a persona puede ocurrir por el contacto directo con la materia fecal de una persona infectada.
- Contacto con animales infectados. Los animales domésticos o mascotas también pueden ser portadores de Campylobacter y pueden transmitir la bacteria a sus dueños.
- Un viaje reciente a un área donde la limpieza o las condiciones sanitarias son deficientes.[2]

## Shigella
La Shigella es un género bacteriano perteneciente a la familia Enterobacteriacene, integrada por gérmenes de forma bacilar, no esporulados, inmóviles, pero animados de movimiento pendular (oscilación) in situ. Son gramnegativos, aerobios-anaerobios facultativos. Citocromo-oxidasa negativos. Fermentan la glucosa sin producción de gas; no obstante, debido a su afinidad con E.coli, se han encontrado biotopos que producen gas de la glucosa. No decarboxilan la lisina. No fermentan la lactosa. No utilizan el citrato como única fuente de carbono. No crecen en el medio cianuro potásico. Su actividad bioquímica es muy reducida.
Aunque siempre se ha considerado que las Shigella son microorganismos particularmente delicados y poco resistentes a las condiciones ambientales, lo cierto es que pueden sobrevivir largos periodos de tiempo en distintas condiciones:
- A temperatura ambiental en heces, vegetales y frutas contaminados.
- A temperaturas inferiores a –20 °C en alimentos.
- A temperatura de refrigeración en alimentos.
- A 80 °C durante varios segundos.
- A alimentos con pH neutro inoculados con Shigella se ha recuperado este microorganismo pasados 100 días cuando se han mantenido a –20 °C y +4 °C.
- Sobrevivieron más de 50 días al ser inoculados en huevos, leche, marisco y harina.
- En queso contaminado sobreviven las Shigella varias semanas.

El papel de los alimentos en la transmisión de la shigelosis es muy importante, aunque actúan, únicamente, como vectores no específicos. Las Shigella se transmiten a los alimentos a través de las manos de los portadores o enfermos si están manchadas con heces, vegetales, frutas, etc., lavados con agua contaminada y moscas que han contactado con heces de enfermos.

## Escherichia coli
Escherichia coli E. coli es una de las especies bacterianas más minuciosamente estudiadas, y no solamente por sus capacidades patogénicas, sino también como sustrato y modelo de investigaciones metabólicas, genéticas, poblacionales y de diversa índole (Neidhardt, 1999). Forma parte de la familia Enterobacteriaceae (Ewing,
1985). Está integrada por bacilos Gram negativos no esporulados, móviles con flagelos peritricos o inmóviles, aerobios-anaerobios facultativos, capaces de crecer en agar MacConkey y en medios simples con o sin agregado de NaCl, fermentadores y oxidativos en medios con glucosa u otros carbohidratos, catalasa positivos, oxidasa negativos, reductores de nitratos a nitritos, y poseedores de una proporción G+C de 39 a 59 % en su ADN. 
Se trata de bacterias de rápido crecimiento y amplia distribución en el suelo, el agua, vegetales y gran variedad de animales. En conjunto, la importancia de las enterobacterias en patología humana puede cuantificarse constatando que constituyen el 50 % aproximadamente de todos los aislamientos clínicamente significativos en los laboratorios microbiológicos, y hasta el 80% de todos los bacilos Gram negativos identificados.
Integran también esta familia otros géneros que se consideran en otros capítulos por su asociación con infecciones intestinales, como son: Salmonella, Shigella y Yersinia.

### Cepas Patógenas (Diarrogénicas)
- Enteritoxigénicas (Diarrea del viajero)
- Enteroinvasivas
- Enteropatógenas
- Enterohemorrágicas (O157:H7)
- Enteroagregantes
- Difusamente adherentes

## Clostridium botulinum
El Clostridium BotulinumBacilo Gram positivo anaeróbico, que se encuentra en la tierra y es productor de la toxina botulínica, causante de la enfermedad llamada botulismo.
Presenta forma de varilla y se desarrolla en condiciones con poco oxígeno. La formación de esporas permite que sobrevivan a un estado latente hasta ser expuestas a condiciones que puedan sostener su crecimiento y es móvil por flagelos periticos.
Es uno de los grupos más numerosos del género Gram positivo, y fue descubierta y aislada en 1986 por Emile Van Ermergem.

### Hábitat
Las esporas están distribuidas en la naturaleza tanto en los suelos de cultivo como en los de gran vegetación. En sedimentos de las caídas de agua, en los lagos y las aguas costeras, y en el tracto intestinal de los peces y mamíferos, así como en las branquias y vísceras de los crustáceos y otros mariscos.

### Alimentos asociados
- Mal procesados
- Alimentos que han sido calentados antes del consumo
- Origen animal y vegetal
- Alimentos proteicos de baja acidez provoca gas y olor desagradable
- especias
- Aves silvestres
- Ganado vacuno
- Especies de pescado

## Staphylococcus aureus
El Staphylococcus Aureus es una bacteria que se encuentra en la piel y fosas nasales de las personas sanas, que causan gran variedad de infecciones, desde infecciones menores de la piel y abscesos cutáneos hasta enfermedades que pueden poner en peligro la vida como neumonía, meningitis, endocarditis, síndrome del shock tóxico.
El nombre binominal de esta bacteria proviene de la raíz griega que se compone de staphyle, que significa racimo de coccus .y aureus es dorado. Este nombre significa racimo de uvas dorado y lo lleva en función de su morfología microscópica y su color dorado en el cultivo de agar-sal -manitol.

### Características
- Corresponde positivamente a tinción de Gram
- Aerobio y anaerobio facultativo
- No presenta movilidad
- Produce fermentación láctica
- Catalasa positiva
- Coagulosa positiva
- Temperatura 6.5 a 50 °C
- pH 7.0 y 7.5

### Alimentos asociados
- Carne
- Huevos
- Pollos
- Atún
- Papas
- Macarrones
- Lácteos

## Pseudomonas
Las bacterias del grupo al que pertenecen Pseudomonas está constituido por microorganismos Gram-negativos, siempre móviles con flagelación polar. Se encuentran normalmente en el suelo, aunque pueden ser patógenos oportunistas en animales (Ps. aeruginosa) y patógenos de plantas (Ps. syringae).
Su metabolismo es siempre respiratorio, o bien aerobio (la mayoría usa como aceptor de electrones O2) o anaerobio (algunos usan NO-). Presentan una versatilidad metabólica muy grande que se traduce en su capacidad de utilizar como fuente de carbono substratos muy variados (hay especies, como Ps. cepacia, que pueden utilizar como nutrientes más de 100 compuestos químicos diferentes). Por otra parte, hay algunos individuos del grupo que son quimiolitotrofos usando H2 o CO como donadores de electrones.
El metabolismo central de azúcares en este grupo se desarrolla por la vía de Etner-Doudoroff, y disponen de un ciclo de Ácidos Tricarboxílicos normal.
Algunas pseudomonas (p.ej. Ps. aeruginosa) son capaces de llevar a cabo procesos de desnitrificación (NO3- ® NO2- ® N2) con lo que se empobrecen los suelos de nitrógeno utilizable desde el punto de vista agrícola. Este proceso de reducción del nitrógeno (que actúa como aceptor de electrones en un proceso de respiración anaerobia) se denomina reducción disimilatoria del nitrógeno.
La versatilidad metabólica del grupo se debe a la presencia de un gran número de plásmidos que contienen operones inducibles para la síntesis de enzimas específicas que permitan catabolizar los compuestos presentes en el medio. Esto confiere una importancia grande a las bacterias del género Pseudomonas como digestores aerobios de materiales animales y vegetales, lo que contribuye al reciclaje biológico de materia orgánica.

## Levaduras
Las Levaduras son hongos unicelulares de forma esférica, alargada u ovalada, presentan diferentes colores: blanco, rosado, beige o rojo. Su tamaño oscila entre 2,5 – 10 micras de ancho y 4,5 - 21 micras de largo. Son microorganismos anaerobios facultativos. La levadura aeróbica produce dióxido de carbono, agua y una producción relativamente alta de nueva levadura, mientras que la levadura anaerobia fermenta el azúcar en alcohol y dióxido de carbono y tiene un crecimiento más lento.
La mayoría se reproducen asexualmente por gemación consistente en que a la célula madre le sale un botón o gema. Al mismo tiempo que el botón aumenta de tamaño, el núcleo de la célula madre mediante el proceso de mitosis se divide en dos, transfiriéndole uno a la célula hija o botón. Poco a poco la gema se va desprendiendo dando origen a una levadura hija idéntica a la madre. Una levadura puede producir hasta 24 células hijas. Las levaduras también pueden reproducirse por fisión binaria. Algunas no separan la célula hija o gema y forman pseudomicelio, característica que se usa para identificar y clasificar la levadura. Por ejemplo Candida albicans forma pseudomicelio.
Las levaduras pueden habitar en el suelo, sobre las mucosas, en la superficie de vegetales. La mayoría son mesófilas, con una temperatura máxima de crecimiento entre. 24 y 48 °C. Se encuentran en un rango amplio de pH el cual está comprendido entre 2,5 y 8. Son incapaces de moverse por lo que únicamente pueden ser arrastrados a través de corrientes de aire o en fluidos o por insectos.

## Vibrio parahaemolyticus
Vibrio parahaemolyticus es una bacteria de hábitat marino. Tiene como reservorios: sedimento, partículas suspendidas, plancton, pescados y mariscos (almejas, ostiones, camarón, calamar y cangrejo). Vibrio parahaemolyticus se adhiere a las superficies de quitina (componente estructural de algunos mariscos, como es el caso de la superficie del camarón), sobre ellas incrementa su concentración, ya que los nutrientes para su utilización se encuentran más disponibles. 
Crece en condiciones de salinidad entre el 3 al 8 %, móvil, con un tamaño de 1.4 – 2.6 µm de longitud por 0.5 – 0.8 µm de diámetro, Gram negativo, crece a temperatura entre 10 °C – 44 °C con una óptima de crecimiento de 35 °C – 37 °C, en cuanto al pH varia de 5 a11 con intervalo óptimo de 7.5 a 8.6 y un tiempo de generación estimado en 10 a 12 minutos. Este microorganismo es anaerobio facultativo (tolera el oxígeno), con metabolismo oxidativo y fermentativo, produce catalasa que se encuentra en la mayoría de las bacterias aerobias y anaerobias facultativas que contienen citocromo [componente de la cadena respiratoria].), crece en un intervalo de NaCl de 3,6 y 8%; fermenta la glucosa sin producción de gas, fermenta manitol, arabinosa y manosa, pero no fermenta sacarosa, lactosa, inositol y ramnosa, ureasa variable y su contenido de G + C, varía del 44 al 49%.

### Transmisión
La transmisión se produce por la ingestión de mariscos crudos o mal cocidos, especialmente bivalvos (ostras y almejas principalmente). También se puede transmitir por contaminación cruzada con otros alimentos debido a la manipulación incorrecta de mariscos crudos. La congelación inapropiada de productos del mar contaminados favorece su proliferación y la posibilidad de infectar.
No se transmite de persona a persona.
La principal medida de prevención es consumir los productos del mar bien cocidos y mantener una adecuada higiene en la preparación de estos.

## Bacillus cereus
Bacillus cereus es un bacilo, Gram positivo, móvil, con flagelos distribuidos en toda la superficie celular, puede crecer en presencia o ausencia de oxígeno atmosférico. Forma una espora única central o paracentral sin destrucción del esporangio. Tiene una morfología celular similar a la del B. anthracis, pero a diferencia de éste no es susceptible a la penicilina.
El Bacillus cereus contiene un solo plásmido grande que es similar en contenido y organización al gen pXO1 de B. anthracis pero carece de la patogenicidad asociada que contiene el ántrax, los genes del complejo de la toxina mortal y del edema.

### Transmisión
Siendo el suelo su hábitat natural, contamina frecuentemente cereales, leche, budines, cremas pasteurizadas y especias, entre otros alimentos. Los casos de intoxicaciones o enfermedades por alimentos mal preparados o contaminados por este microorganismo suelen ser frecuentes. La primera descripción de un brote de gastroenteritis data de principios de 1900.
La intoxicación alimentaria puede ocurrir cuando los alimentos son preparados y mantenidos sin la adecuada refrigeración durante horas antes de ser servidos. Los alimentos vinculados a brotes han sido carne y verduras cocidas, arroz frito o hervido, crema de vainilla, sopas, leche y brotes de vegetales crudos.
Bacillus cereus produce dos enterotoxinas durante su crecimiento exponencial: la toxina diarreica y la toxina emética. que dan lugar a dos distintas formas clínicas de intoxicación alimentaría.
El síndrome emético es causado por un péptido termoestable, tiene un período de incubación de 1 a 6 horas y predominan los síntomas como náuseas y vómitos. Se asocia frecuentemente con arroz frito contaminado, y este hecho ha llevado a confundir la intoxicación por B. cereus y atribuirla a S. aureus.
El síndrome diarreico se atribuye a las enterotoxinas ; un grupo de proteínas lábiles; que expuestas al calor causan dolor abdominal y diarrea después de la incubación (entre 8 y 16 h), además, hay un crecimiento vegetativo de las bacterias en el intestino. Las manifestaciones se relacionan con la afectación gastrointestinal similar a la intoxicación por Clostridium perfringens. Los síntomas son dolor abdominal, diarrea acuosa profusa, tenesmo y náuseas que generalmente duran 12-24 horas y en algunos pacientes pueden durar más tiempo, de 2 a 10 días.

## Clostridium perfringens
Clostridium perfringens no presenta motilidad y forma esporas in vitro sólo en medios de cultivo especiales. Crece rápidamente en medios ricos en carbohidratos en los que produce, mediante la fermentación de éstos, grandes cantidades de hidrógeno y dióxido de carbono, que ayudan a mantener el ambiente anaeróbico. Sin embargo, C. perfringens es relativamente aerotolerante. Ha sido, además, la primera bacteria gram positiva de la que fue posible obtener el mapa genómico completo. Este hecho fue facilitado por su relativa tolerancia al oxígeno, rápido crecimiento y, sobre todo, por su capacidad para ser manipulado genéticamente.

### Características
- Son bacilos Gam positivos
- Producen sulfhídrico
- Reducen los nitritos y fermentas azúcares
- Producen toxinas y se clasifican A, B,C y D
- Causan enfermedades en hombre, pollos, cerdos y caballos
- anaeróbica

### Hábitat
- Suelos
- Tubo digestivo
- Piel
- Las moscan contribuyen al trasporte de las esporas

### Alimentos asociados
- Carnes
- Pollo
- Salsas con jugo de carne[8]

## Vibrio cholerae
Vibro Cholerae	 el cólera es una enfermedad diarreica aguda, que afecta a individuos de todas las edades. Se caracteriza por la aparición de diarrea acuosa profusa con deshidratación secundaria de diferente cuantía.
El 80 % de los casos son asintomáticos o cursan con un cuadro leve. Un 20 % se manifiesta con diarrea acuosa aguda profusa moderada y un 10-20% de estos puede evolucionar a un cuadro más grave.

### Características
- Bacilo Gram negativo
- Forma de cómo
- Es móvil debido a su único flagelo polar
- Medí 0.3 y 0.6 microgramos
- Crece en condiciones aeróbicas
- Temperatura de 18 a 37 °C

### Alimentos asociados
- Agua no potabilizada
- Pescados
- Mariscos
- Frutos

### Hábitat
- En ambientes marinos
- Regiones templadas o tropicales
- Lagos y ríos
- Pájaros
- Herbívoros

## Mesofilos
Los Aerobios mesofilos en la cuantificación de este grupo microbiano permite estimar de forma general la carga microbiana presente en una muestra, si bien no aporta datos concretos sobre el tipo de especies predominantes. No obstante, su conocimiento siempre es interesante, ya que su valor es reflejo de la calidad sanitaria y, adicionalmente, suele proporcionar información con respecto a la existencia de prácticas incorrectas, tales como vertidos o manipulación inadecuada. Sin embargo, los datos derivados del recuento de la microbiota aerobia mesófila no deben ser considerados como parámetros absolutos en cuanto a su valor indicador, ya que un resultado elevado no ha de ir necesariamente unido a la presencia de microorganismos patógenos o toxinas ni, por el contrario, un bajo recuento en el número de colonias de estas características se relaciona siempre con la ausencia de microbiota patógena.
Por tanto, y considerando las reservas anteriormente comentadas, es necesario siempre determinar la cantidad de microorganismos aerobios mesófilos y extraer las conclusiones adecuadas de dicha información, sin que ello signifique obviar otros análisis de mayor especificidad y valía.

### Aspectos generales sobre el recuento de microorganismos
- El objetivo de realizar este análisis es conocer el número de microorganismos aerobios mesófilos (RAM) que contiene un alimento.
- Este método es uno de los indicadores microbiológicos de calidad más utilizado.
- Se aplica a todos los alimentos con excepción de los productos fermentados o madurados tales como queso, ciertos tipos de embutidos, yogur, etc.
- Este en un método de recuento en placa y siembra en profundidad.

Aspectos generales sobre Recuento microorganismos aerobios mesófilos 
Los resultados de este análisis permiten:
- Verificar efectividad de los procedimientos de limpieza y desinfección.
- Determinar si las temperaturas aplicadas en los procesos fueron las adecuadas.
- Determinar el origen de la contaminación durante los procesos de elaboración de los alimentos.
- Verificar condiciones óptimas de almacenamiento y transporte.
- Obtener información acerca de la vida útil de los alimentos.
- Indicar alteración incipiente en ciertos alimentos.

## Coliformes Totales
La denominación genérica Coliformes Totales	 designa a un grupo de especies bacterianas que tienen ciertas características bioquímicas en común e importancia relevante como indicadores de contaminación del agua y los alimentos. 

### Hábitat del grupo coliforme
Las bacterias de este género se encuentran principalmente en el intestino de los humanos y de los animales de sangre caliente, es decir, homeotermos, pero también ampliamente distribuidas en la naturaleza, especialmente en suelos, semillas y vegetales. 
Los coliformes se introducen en gran número al medio ambiente por las heces de humanos y animales. Por tal motivo suele deducirse que la mayoría de los coliformes que se encuentran en el ambiente son de origen fecal. Sin embargo, existen muchos coliformes de vida libre.

### Los coliformes como indicadores
Tradicionalmente se los ha considerado como indicadores de contaminación fecal en el control de calidad del agua destinada al consumo humano en razón de que, en los medios acuáticos, los coliformes son más resistentes que las bacterias patógenas intestinales y porque su origen es principalmente fecal. Por tanto, su ausencia indica que el agua es bacteriológicamente segura. 
Asimismo, su número en el agua es proporcional al grado de contaminación fecal; mientras más coliformes se aíslan del agua, mayor es la gravedad de la descarga de heces. 
Los coliformes son una familia de bacterias que se encuentran comúnmente en las plantas, el suelo y los animales, incluyendo a los humanos. En general, las bacterias coliformes se encuentran en mayor abundancia en la capa superficial del agua o en los sedimentos del fondo. Por su amplia diversidad el grupo coliformes ha sido divido en dos grupos: coliformes totales y coliformes fecales.

### Bacterias que integran el grupo
El grupo coliforme está formado por los siguientes géneros: 
- Escherichia
- Klebsiella
- Enterobacter
- Citrobacter